# Liamine Zéroual
Liamine Zéroual (* 3. července 1941) je alžírský politik a voják, čtvrtý prezident nezávislého Alžírska, který zemi vládl v letech 1994–1999. Byl prvním regulérním prezidentem po několika letech nestability a občanské války.
Roku 1957 vstoupil do Armády národního osvobození, vojenského křídla Fronty národního osvobození (Front de Libération Nationale – FLN), a zapojil se tak do povstání proti francouzskému koloniálnímu panství v Alžíru. Po získání nezávislosti v roce 1962 vystudoval vojenské školy v Moskvě, Káhiře a Paříži. Následně rychle stoupal ve vojenské hierarchii, v roce 1988 se stal generálem, v roce 1989 šéfem pozemních sil. Po sporu s prezidentem Šadlí Bendžedídem o armádní reorganizaci odešel roku 1990 z armády a krátce působil jako velvyslanec v Rumunsku. Poté, co byl Bendžedíd sesazen vojenským pučem v lednu 1992, vrátil se do vlasti a začal se angažovat v politické sféře. V červenci 1993 se stal ministrem obrany, v lednu 1994 byl jmenován do čela Vysoké rady státu, která v té době řídila zemi. V listopadu 1995 byl zvolen prezidentem, jímž zůstal do voleb v roce 1999.